# 海倫·克勒勒-米勒
海倫·克勒勒-米勒（德語：Helene Kröller-Müller，1869年2月11日—1939年12月14日）是一名德國藝術收藏家。她是歐洲第一批收藏大量藝術品的女性之一，並是最早認識到文森特·梵谷天才的收藏家之一。她將自己的全部收藏連同她和丈夫安東·克勒勒（Anton Kröller）的大片森林莊園一起捐贈給荷蘭人民。如今，這裡已成為克勒勒-米勒博物館和雕塑園，以及荷蘭最大的國家公園之一——荷兰梵高国家森林公园。

## 生平
克勒勒-米勒本名為海倫·艾瑪·勞拉·朱利安·米勒（Helene Emma Laura Juliane Müller），出生於德國埃森市埃森-霍斯特（Essen-Horst）的一個富裕的工業家家庭。她的父親威廉·米勒（Wilhelm Müller）擁有Wm. H. Müller & Co.公司，該公司為採礦業和鋼鐵業提供原料，生意興隆。
1906年至1907年，她師從亨克·布雷默。由於她是當時荷蘭最富有的女性之一，布雷默建議她進行藝術收藏。1907年，她開始收藏保羅·加布里埃爾的油畫《風景中的火車》。隨後，克勒勒-米勒成為一名狂熱的藝術品收藏家，也是最早認識到文森特·梵谷天才的人之一。她最終收藏了90多幅梵谷油畫和185幅素描，是世界上收藏梵谷作品最多的人之一，僅次於阿姆斯特丹的梵谷博物館。她還購買了荷蘭藝術家巴特·范德萊克的400多幅作品，但范德萊克的知名度並沒有像梵谷那樣一飛沖天。

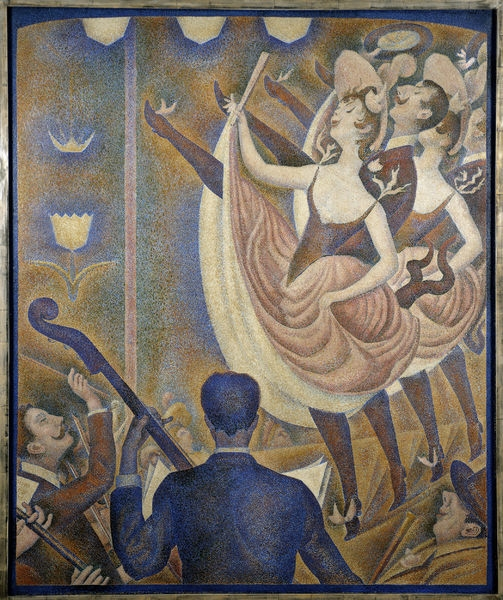
喬治·秀拉，1889-90年，《騷動舞》，油彩畫布，171.5 x 140.5公分（66.7/8 x 54.3/4英吋），荷蘭奧特洛克勒勒-米勒博物館。

克勒勒-米勒也收藏了一些現代藝術家的作品，例如畢卡索、喬治·布拉克、讓·梅金傑、阿爾伯特·格列茲、費爾南·雷捷、迪亞哥·里維拉、胡安·格里斯、皮特·蒙德里安、吉諾·塞維里尼、約瑟夫·薩基、奧古斯特·赫爾班、喬治·瓦爾米爾、瑪麗亞·布蘭切特、利奧波德·蘇瓦格和托賓。不過，布雷默建議她不要購買喬治·秀拉的《大碗島的星期天下午》，這幅畫後來成為20世紀藝術的重要標誌。不過，她還是買了修拉的《騷動舞》，這是現代藝術史上的另一個標誌性作品。此外，她還避開了她的祖國德國的藝術家，因為她覺得他們的作品「不夠權威」。
1910年6月，在佛羅倫斯的一次旅行中，她萌生了建立博物館的想法。1913年起，她的部分收藏開始向公眾開放；直到1930年代中期，她在海牙的展覽館一直是極少數能看到幾件以上現代藝術作品的地方之一。1928年，安東和海倫創建克勒勒-米勒基金會，以保護收藏和莊園。1935年，他們向荷蘭人民捐贈了總計約12,000件藏品，條件是在她家公園的花園裡建造一座大型博物館。由荷蘭政府管理的克勒勒-米勒博物館於1938年開幕。
克勒勒-米勒博物館坐落在他們佔地75英畝（300,000平方公尺）的森林鄉村莊園中，該莊園如今是荷蘭最大的國家公園，即奧特洛和阿纳姆附近的荷兰梵高国家森林公园。他們計劃在其標誌性的湖畔Jachthuis Sint Hubertus狩獵小屋附近建造一座奢華的藝術畫廊，並在莊園內為他們的親密朋友、南非布爾將軍克里斯蒂安·德韋特建造一座景觀雕像。戰爭結束後，一個大型森林雕塑園和低調的開放式展覽擴建工程正式啟用，園內有羅丹的雕像和世界第二大梵谷畫作收藏館，其中包括著名的《向日葵》。

## 延伸閱讀
- Kröller-Müller State Museum, Otterlo. Netherlands: Kröller-Müller State Museum, 1973.
- Rovers, Eva. De eeuwigheid verzameld: Helene Kröller-Müller 1869–1939. Prometheus Bv Vassallucci, Uitgeverij 2010. ISBN 978-9035135512